# Nouvelle Revue théologique
Nouvelle Revue théologique, abbreviato come NRT, è una rivista di ricerca e riflessione teologica fondata nel 1869 e pubblicata da un gruppo di professori di teologia con gli auspici della Compagnia di Gesù a Bruxelles. Fu fondata da Jean-Joseph Loiseaux, un sacerdote della Diocesi di Tournai. Dal 1921 è gestita dai gesuiti, prima di Lovanio, poi dell'Institut d'études théologiques, la facoltà di teologia dei gesuiti a Bruxelles.

## Storia
Jean-Joseph Loiseaux (1815-1904), sacerdote della Diocesi di Tournai, fondò nel 1847 la sua prima rivista, Mélanges théologiques, di cui fu anche redattore. La pubblicazione fu interotta nel 1853 a causa di vari problemi. Tre anni più tardi Loiseaux lanciò la Revue théologique, che diresse fino al 1863. Nuovi problemi causarono una seconda interruzione della tiratura. Imperterrito, l'abate Loiseaux, divenuto religioso con il nome di Père Piat, ripartì e, con la collaborazione dei redattori Casterman (di Tournai), nel 1869 diede alle stampe il primo numero della Nouvelle Revue théologique. In seguito, la pubblicazione della rivista fu interrotta solo dalle due guerre mondiali.
Il fondatore fu direttore della rivista fino al 1895. Il periodico passò poi nelle mani dei padri Redentoristi, che lo gestirono dal 1895 al 1907. Fu poi acquistata dal gesuita francese di Tolosa, Jules Besson (1855-1940), che unì le risorse di due riviste, la Revue théologique française e la Nouvelle Revue théologique, mantenendo l'editore Casterman e il titolo belga. Da Tolosa, dove tornò a vivere dopo la guerra, Besson diresse la NRT fino al 1921.
Chiamato a Roma per un lavoro legato alle sue competenze di canonista, Besson chiese ai gesuiti belgi di rilevare la rivista. Così nel 1921 l'opera editoriale fu assunta dai gesuiti belgi, mentre il tipografo rimase Casterman, quindi da un gruppo di professori che insegnavano teologia prima a Lovanio (dal 1921 al 1948) e poi presso il teologato gesuita di Sant'Alberto di Lovanio (a Eegenhoven-Lovanio), dal 1948 al 1972.
Dal 1972 al 1997, pur rimanendo sotto la responsabilità dei professori dell'Istituto di Studi Teologici (IET), la Nouvelle Revue théologique fu pubblicata dal Centre de documentation et de recherche religieuses (Centro di documentazione e di ricerca religiosa, CDRR), collegato alla Facoltà Notre-Dame de la Paix di Namur, dove era stata trasferita la biblioteca di filosofia e teologia del teologato gesuita di Eegenhoven-Louvain.
Nel 1997, Casterman, che ancora possedeva il titolo, ne vendette i diritti alla Compagnia di Gesù con sede amministrativa a Bruxelles. Dal 2000, la rivista è stampata dalla "Imprimerie orientaliste" della casa editrice Peeters Publishers (a Herent).
Nel 2015 fu firmato un partenariato con il portale di riviste cairn.info, che offre accesso online agli articoli più recenti. Nel 2018 fu creata una collezione di numeri speciali con il titolo Cahiers de la NRT, in collaborazione con l'editore CLD, che stampa e gestisce la rivista. Nel 2019, dopo la chiusura dell'Istituto di Studi Teologici, la rivista è stata curata da docenti e ricercatori provenienti da diversi centri di formazione e ricerca teologica.

## Presentazione della rivista

### Contenuto
- Più che centenaria, la Nouvelle Revue théologique copre tutti gli ambiti della teologia: l'esegesi biblica, considerata "l'anima della teologia", la dogmatica, la patristica, la teologia morale, la pastorale, la liturgia, la spiritualità, la filosofia, la teologia fondamentale, l'ecumenismo, il dialogo interreligioso e infine la storia della Chiesa.
- la rivista offre anche una prospettiva teologica sull'attualità cristiana, cercando di "coniugare la giusta fermezza con una sana apertura alla ricerca e ai problemi della Chiesa del nostro tempo" (lettera di Paolo VI al direttore della rivista in occasione del suo centenario).
- agli inizi, la rivista era forse un po' troppo limitata al diritto canonico e alla morale. Jean Levie, direttore della NRT per 25 anni (dal 1926 al 1951), la aprì ad altre prospettive: esegesi del Nuovo Testamento, archeologia, lingue antiche del Medio Oriente, ecc.
- uno dei contributi più apprezzati della Nouvelle Revue théologique è la serie di recensioni di libri di recente pubblicazione, che forniscono un'ampia panoramica delle ultime pubblicazioni nel campo degli studi religiosi. Con oltre 400 recensioni all'anno, la rivista ha censito più di 42.000 opere (in francese, inglese, spagnolo, italiano e tedesco) tra il 1921 e il 2002.
- oltre ai canonisti Joseph Besson (1855-1940) e Joseph Creusen (1880-1960), il contributo più prolifico della rivista fu quello del dogmatico e missiologo Pierre Charles. In un articolo del 1938, fu il primo a dimostrare che il documento antisemita noto come Protocolli dei Savi di Sion era un falso[2]
- tra gli autori che hanno scritto per la Nouvelle Revue théologique ci sono alcuni dei nomi più noti della teologia e della filosofia contemporanea: Hans Urs von Balthasar, Albert Chapelle, Yves Congar, Jean Daniélou, François-Xavier Durrwell, Gaston Fessard, Michel Fédou, André Feuillet, Jean Galot, Pierre Grelot, Henri de Lubac, Gabriel Marcel, Jean-Paul II, Joseph Maréchal, Gustave Martelet, Emile Mersch, Marie-Dominique Philippe, Servais-Théodore Pinckaers, Erich Przywara, Karl Rahner, Bernard Sesboüé, Jean-Marie Roger Tillard, Xavier Tilliette, Albert Vanhoye, fra gli altri.
- dal 2011, NRT è una rivista basata su due media: i suoi archivi (dal 1958 agli anni 2000) sono disponibili per la consultazione e il download gratuito sul sito web ufficiale www.nrt.beGli articoli più recenti sono disponibili su cairn.info[3].
- ogni anno, la rivista accetta di tradurre diversi articoli, vecchi e nuovi, per altre riviste teologiche.

## Per i lettori
- essendo una pubblicazione scientifica di livello universitario, la rivista è accessibile anche ai non specialisti. Non è richiesta una particolare formazione teologica per leggerla. Si rivolge a tutti i lettori che desiderano conoscere e riflettere sulla fede cristiana.
- mensile dal 1921 al 1976, la rivista è diventata quindicinale nel 1977. Dal 1997 viene pubblicata con cadenza trimestrale. Ogni numero (176 pagine) contiene da sei a otto articoli (da 10 a 20 pagine) con riassunti in francese e inglese. La sezione bibliografica di ogni numero contiene recensioni di un centinaio di pubblicazioni, che includono sistematicamente opere di esegesi, teologia biblica e teologia.
- nel 1922 il periodico contava 1.228 abbonati paganti. Questo numero raggiunse la cifra record di 5.487 negli anni successivi al Concilio Vaticano II (nel 1969). Nel 2015, la rivista aveva una tiratura di 2.200 copie e oltre 2.000 abbonati., composta da un pubblico internazionale, con abbonati provenienti da un centinaio di Paesi, più della metà dei quali francofoni.
- il sito web della rivista riceve circa 220 visite al giorno da utenti di Europa, Africa, Canada, Stati Uniti e del resto del mondo.